# Malassada
Malassada (literal, subcoaptă, asemănătoare cu filhós) sau malasada (în Hawaii) este un produs de patiserie portughez făcut din bile de aluat de drojdie de mărimea unui ou, care sunt prăjite în ulei și acoperite cu zahăr granulat. Această delicatesă își are originea în secolul al XVI-lea pe insula Madeira, în perioada de aur a plantațiilor de trestie de zahăr de pe insulă. Această delicatesă avea să se răspândească mai târziu în arhipelagurile Canare (pe insula La Palma) și Azore (pe insula S. Miguel), prin Brazilia și mai târziu până în Hawaii. Versiunile tradiționale ale acestei delicatese nu conțin găuri sau umpluturi, dar unele soiuri sunt umplute cu creme aromate sau alte umpluturi. Malassadas se consumă, în special în Marțea Carnavalului, cu o zi înainte de Miercurea Cenușii și ultima zi a Carnavalului din Madeira.
Motivul pregătirii malassadas este folosirea întregii unturi și a zahărului prezent în case, ca preparat pentru Postul Mare (în același mod ca tradiția Zilei Clătitelor din Regatul Unit); malassadas se vând și astăzi în timpul Carnavalului din Madeira. Această tradiție a fost dusă în Hawaii, unde Mardi Gras este cunoscută ca Ziua Malasada, datând din vremea plantațiilor de trestie de zahăr din secolul al XIX-lea. Muncitorii portughezi catolici (în principal din Madeira și Azore) foloseau unt și zahăr înainte de Postul Mare, creând cantități mari de malasadas.